# Nagyharsányi-kristálybarlang
A Nagyharsányi-kristálybarlang Magyarország fokozottan védett barlangjai közül az egyik. A Duna–Dráva Nemzeti Park területén található. A Villányi-hegység leghosszabb és legmélyebb barlangja. A hegységben még egy fokozottan védett barlang van, a Beremendi-kristálybarlang.

## Leírás
A Szársomlyó nyugati részén található kőbányában van a lezárt bejárata. A Duna–Dráva Nemzeti Park Igazgatóság engedélyével, kutatás miatt, elektromos világítóeszköz használatával és tiszta ruhában látogatható. Az első, körülbelül 100 méter hosszú része a Nyugati-ág Nagy-terméig kapaszkodókötéllel biztosított, lábakon álló, rozsdamentes acélból készült járószinten járható be.
Alsó kréta és középső kréta mészkőben alakult ki. A felső zónájában tágas, 10–15 méter magasságú és 20 méter széles, háromszög szelvényű járatok a gyakoriak. Az alsó zónája tekervényes, szűkebb járatokból áll. A felső részt a gömbfülkék és a szögletes nagy formák, például egyenes vonalakkal határolt csarnokok jellemzik, míg az alsó részt csak a lekerekített formák. Kialakulását a tektonika jelentősen meghatározta. A barlang egy kelet-nyugati irányú törésvonal mentén keletkezett, míg a hegység legtöbb hidrotermális eredetű barlangja észak-déli irányú törések mentén alakult ki. A kristálybarlang mai kinézetét a hévizes eredetének köszönheti, amire a gömbfülkék és a boxwork hálózatokat alkotó kipreparálódott kalciterek utalnak. Néhány jel azt mutatja, hogy még a hideg vizes karsztosodás is alakította a barlangot, például az idős, visszaoldott cseppkőképződmények és a cseppkőlefolyásokban képződött gömbfülkék.
A magyarországi viszonylatban aránylag magas, 14 °C átlagos hőmérsékletű levegője és egyes ásványkiválások alapján feltételezhető, hogy nem lehet olyan mélyen üregeitől a langyos karsztvíz. Ásványkiválásai közül megemlíthetők az 1–1,5 méter hosszúságot is elérő szalmacseppövek, amelyeknek a megmaradása a közeli bányászati tevékenység okozta robbanások miatt is különleges, a korall borsókő, a közönséges borsókő, a cseppkő borsókő, az üveggömb borsókő, a közepén üreges borsókőoszlop, amelynek a másik neve logomit és Magyarországon először itt bukkantak rá erre a kiválásformára, a több generációs kalcitkéreg, a telérkalcit, amely néha a repedéseit több mint egy méter vastagságban kitölti, az aragonit kristályai (aragonittűk) és a huntit.
Előfordul irodalmában Nagyharsányi-barlang (Kraus 1995–1996) és Nagyharsányi kőbánya I/1 szintjének barlangja (Takácsné 2003) neveken is.

## Kutatástörténet
1994. április 7-én tárult fel kőfejtés során, egy robbantás következtében és ezután nem sokkal vált ismertté a barlangvédelmi szakemberek számára is. 1995-ben derült ki a jelentősége a második természetvédelmi helyszíneléskor. A helyszínelést Takácsné Bolner Katalin és Salamon Gábor végezte, akiknek a járatrendszert körülbelül 120 méter hosszúságban sikerült bejárniuk és hazánkban különlegességnek számító ásványkiválásokat fedeztek fel. Még ebben az évben újabb részeket sikerült megismerni és a hossza 600 méter lett, amelyből a párhuzamosan folyó geodéziai felmérés alapján történő kartográfiai munkával 556 métert feltérképeztek. Függőleges kiterjedése 60 méter volt. Szerkesztve lett egy vázlatos alaprajzi barlangtérkép a barlang felszíni vetületével és egy hossz-szelvény barlangtérkép.
1995-ben pleisztocén földikutya csontokat találtak benne, amelyeket Jánossy Dénes határozott meg és a bejáratát is biztonságosan lezárták. A természetvédelmi hatóság a barlang feltárása után rögtön megszigorította látogatását. 1998. május 14-től a környezetvédelmi és területfejlesztési miniszter 13/1998. (V. 6.) KTM rendelete szerint a Duna–Dráva Nemzeti Park Igazgatóság illetékességi területén, a Villányi-hegységben található  Nagyharsányi-kristálybarlang az igazgatóság engedélyével látogatható. 2001 óta fokozottan védett barlang ásványtani és földtani értékei miatt. 2001. május 17-től a környezetvédelmi miniszter 13/2001. (V. 9.) KöM rendeletének értelmében a Villányi-hegység területén lévő Nagyharsányi-kristálybarlang fokozottan védett barlang. Egyidejűleg a fokozottan védett barlangok körének megállapításáról szóló 1/1982. (III. 15.) OKTH rendelkezés hatályát veszti. 2002-ben Takácsné Bolner Katalin és Nyerges Attila térképezte fel és készült alaprajz térkép szelvényekkel.

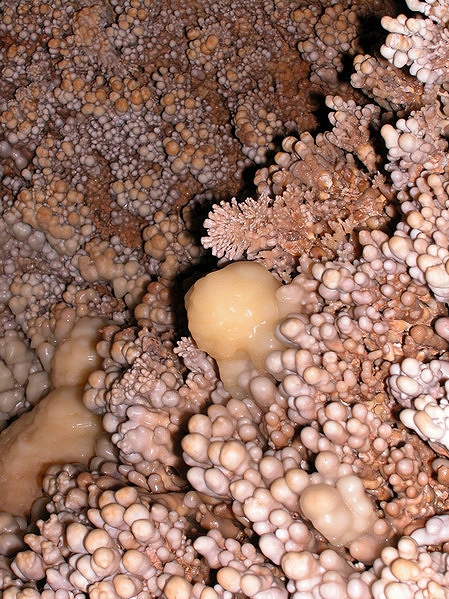
Képződmények a barlangban

A 2003-ban kiadott Magyarország fokozottan védett barlangjai című könyvben található barlangismertetés szerint hossza 600 m, függőleges kiterjedése 60 m és vízszintes kiterjedése 130 m. A könyvben lévő, Egri Csaba és Nyerges Attila által készített hosszúsági lista szerint a Villányi-hegységben lévő és 4150-4 barlangkataszteri számú, 2002-ben kb. 600 m hosszú Nagyharsányi-kristálybarlang Magyarország 43. leghosszabb barlangja 2002-ben. A könyvben található, Egri Csaba és Nyerges Attila által készített mélységi lista szerint a Villányi-hegységben lévő és 4150-4 barlangkataszteri számú, 2002-ben 60 m mély Nagyharsányi-kristálybarlang Magyarország 60. legmélyebb barlangja 2002-ben.
A 2005-ben napvilágot látott Magyar hegyisport és turista enciklopédia című kiadványban önálló szócikke van a barlangnak. A szócikk szerint a Nagyharsányi-kristálybarlang a Villányi-hegységben található és fokozottan védett természeti érték. A Szársomlyón, a nagyharsányi kőbányában, 166 m tszf. magasságban van a bejárata. A 600 m hosszú, 130×30 m vízszintes kiterjedésű és 60 m függőleges kiterjedésű barlang kréta mészkőben, a mélyből feltörő meleg vizek hatására jött létre. 1994-ben bányaműveléssel nyílt meg. Magyarországon egyedülálló a járatok gazdag ásványegyüttesének több eleme. A nagy felületeket fedő hófehér, korallszerű borsókőkiválások, fejlődő és visszaoldódott cseppkőképződmények, aragonittűk, és a csomókban megjelenő huntit mellett több helyen borsókősztalagmitok (logomit) figyelhetők meg. Engedéllyel járható a lezárt barlang, amelyben a képződmények védelme miatt járószint van kialakítva. Az aktív bányán belül létrehozott védőpillér biztosítja a barlang fennmaradását.
2005. szeptember 1-től a környezetvédelmi és vízügyi miniszter 22/2005. (VIII. 31.) KvVM rendelete szerint a Duna–Dráva Nemzeti Park Igazgatóság működési területén, a Villányi-hegységben található Nagyharsányi-kristálybarlang a felügyelőség engedélyével látogatható. 2005. szeptember 1-től a környezetvédelmi és vízügyi miniszter 23/2005. (VIII. 31.) KvVM rendelete szerint a Villányi-hegységben lévő Nagyharsányi-kristálybarlang fokozottan védett barlang. 2007. március 8-tól a környezetvédelmi és vízügyi miniszter 3/2007. (I. 22.) KvVM rendelete szerint a Duna–Dráva Nemzeti Park Igazgatóság működési területén lévő Villányi-hegységben elhelyezkedő Nagyharsányi-kristálybarlang az igazgatóság engedélyével tekinthető meg.
A Földtani Közlöny 2010. évi évfolyamában megjelent tanulmány szerint 12 ásvány lett kimutatva belőle sokféle kiválási alakban. 2013-ban az Ariadne Karszt- és Barlangkutató Egyesület az addig 600 méter hosszúnak ismert barlang hosszát 1400 méterre növelte új részek felfedezésével. 2013. július 19-től a vidékfejlesztési miniszter 58/2013. (VII. 11.) VM rendelete szerint a Nagyharsányi-kristálybarlang (Villányi-hegység, Duna–Dráva Nemzeti Park Igazgatóság működési területe) az igazgatóság hozzájárulásával látogatható. 2015. november 3-tól a földművelésügyi miniszter 66/2015. (X. 26.) FM rendelete szerint a Nagyharsányi-kristálybarlang (Villányi-hegység) fokozottan védett barlang. 2021. május 10-től az agrárminiszter 17/2021. (IV. 9.) AM rendelete szerint a Nagyharsányi-kristálybarlang (Villányi-hegység, Duna–Dráva Nemzeti Park Igazgatóság működési területe) az igazgatóság engedélyével látogatható. A 13/1998. (V. 6.) KTM rendelet egyidejűleg hatályát veszti.

## Képgaléria

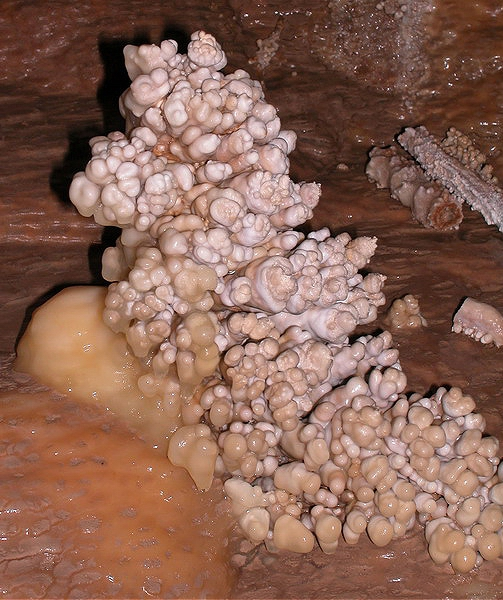
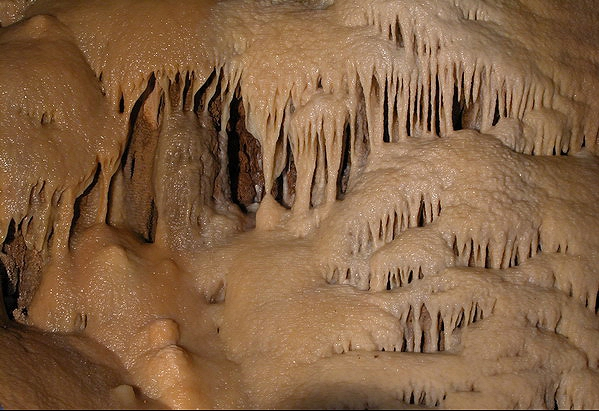
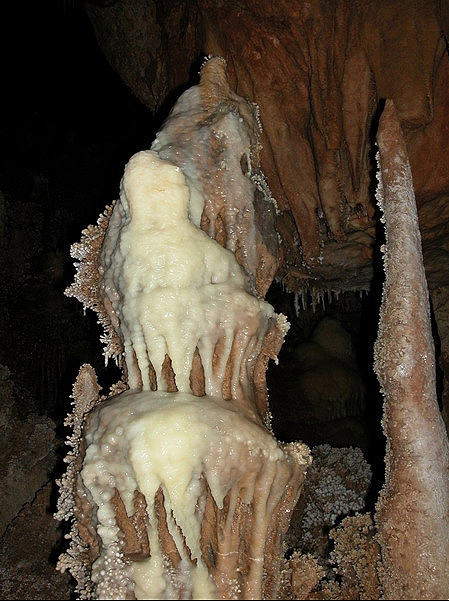
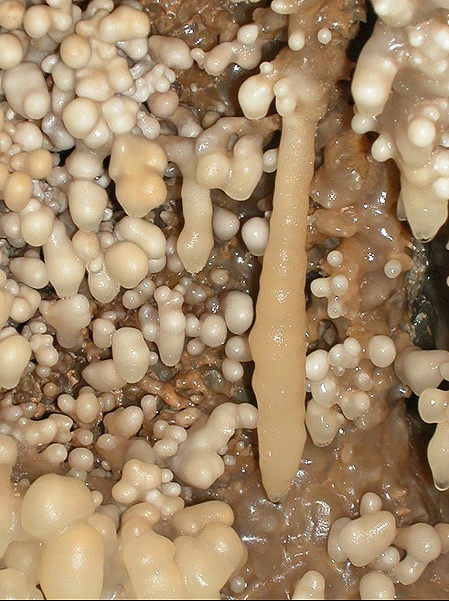
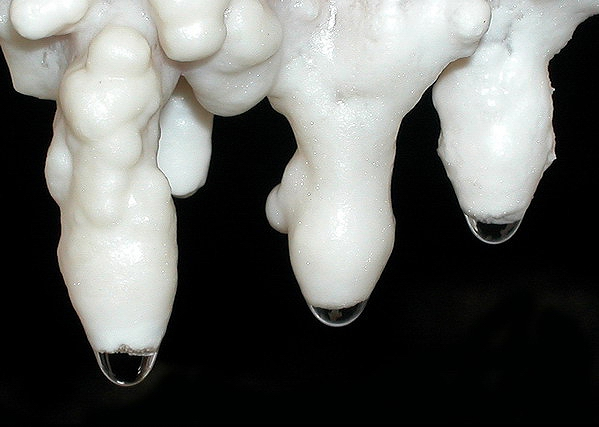